# Funkcje skrótu na sekundę
Funkcje skrótu na sekundę, wartość hash na sekundę (skr. h/s, H/s, często hps od ang. hash per second), także szybkość obliczania haszy (ang. hash rate) – jednostka wydajności koparek kryptowaluty.
Przy wykopywaniu większości kryptowalut wyznacza się funkcję skrótu (hash) według algorytmu SHA-2/SHA-256. Często używa się jednostek wielokrotnych:
1 kh/s (1 khash) =  1000 h/s 

1 Mh/s (1 Mhash, 1 MHs, 1 Megahasz, 1 MH/s) =  1000 kh/s 

1 Gh/s (1 Ghash, 1 GHs, 1 Gigahasz, 1 GH/s) =  1000 Mh/s
Wyliczanie kryptowaluty wymaga bardzo dużych mocy obliczeniowych, dlatego stosuje się specjalizowany sprzęt komputerowy w postaci wydajnych kart graficznych.
Np. jedna karta graficzna Radeon HD 5830 pozwala na uzyskanie nawet 330 Mh/s.
Natomiast specjalizowany komputer BitForce 50 GH/s SC z chipem ASIC firmy Butterfly Labs wylicza 50 miliardów wartości hash na sekundę.